# O Despertar dos Alquimistas
O Despertar Dos Alquimistas é um álbum de Fausto, editado em 1985.	      
Nesta obra, Fausto reflete sobre o período seguinte à revolução de 25 de Abril de 1974 e sobre as mudanças nas mentalidades dos portugueses.

## Alinhamento
1. "A Memória Dos Dias"  - 12:31
2. "O Conquistador"  - 04:54
3. "Em Poucas Palavras"  - 04:22
4. "O Coça-Barriga"  - 04:17
5. "Quando o Inverno Chegar"  - 05:27
6. "Coracões Sentidos Coracões"  - 03:55
7. "Delicadamente P'ra Ti"  - 03:28
8. "A Noite Dos Alquimistas"  - 04:05